# 63ns Premis Grammy
Els 63ns Premis Grammy es van dur a terme el 14 de març de 2021 al Los Angeles Convention Center de Los Angeles. Va reconèixer els millors enregistraments, composicions i artistes de l'any d'elegibilitat, des de l'1 de setembre de 2019 fins al 31 d'agost de 2020. Les nominacions es van revelar mitjançant una transmissió en directe virtual el 24 de novembre de 2020. Els intèrprets de la cerimònia es van anunciar el 7 de març de 2021. El còmic sud-africà Trevor Noah va ser l'amfitrió de la cerimònia.
Beyoncé va ser qui rebré més nominacions amb 9, seguida de Dua Lipa, Roddy Ricch i Taylor Swift amb 6 cadascuna. Beyoncé va rebre la majoria de premis, amb quatre, superant a Alison Krauss com la dona més premiada de la història dels Grammy, amb 28 premis en total. Swift va guanyar el premi de l'Àlbum de l'Any per Folklore, amb la qual cosa es convertí en la primera dona a guanyar el premi tres vegades i la primera artista a fer-ho des de Paul Simon el 1988. Billie Eilish va guanyar el Disc de l'any per "Everything I Wanted", convertint-se en el segon artista en solitari, després de Roberta Flack el 1974, a guanyar dos anys consecutius, i el tercer en la general des d'U2 el 2002. H.E.R. va guanyar el premi a la Cançó de l'Any per "I Can't Breathe" i Megan Thee Stallion van guanyar el premi al millor Millor Artista Novell, convertint-se en la segona rapera a guanyar des de Lauryn Hill el 1999. La cerimònia estava programada originalment per al 31 de gener de 2021; tanmateix, el 5 de gener de 2021, l'Acadèmia va ajornar la gravació la cerimònia al 14 de març de 2021, a causa d'un augment de casos de la pandèmia de la COVID-19 a Los Angeles, així com problemes de salut i seguretat.